# CART World Series 1983
CART World Series 1983 vanns av Al Unser före den italienska överraskningen Teo Fabi, som var den förste utlänningen som slogs om den transatlantiska titeln.

## Delsegrare
| Datum        | Bana             | Vinnare         | Rapport |
| ------------ | ---------------- | --------------- | ------- |
| 17 april     | Atlanta          | Gordon Johncock | *       |
| 29 maj       | Indianapolis 500 | Tom Sneva       | *       |
| 12 juni      | Milwaukee        | Tom Sneva       | *       |
| 3 juli       | Cleveland        | Al Unser        | *       |
| 17 juli      | Michigan 500     | John Paul Jr.   | *       |
| 31 juli      | Road America     | Mario Andretti  | *       |
| 14 augusti   | Pocono           | Teo Fabi        | *       |
| 28 augusti   | Riverside        | Bobby Rahal     | *       |
| 11 september | Mid-Ohio         | Teo Fabi        | *       |
| 18 september | Michigan         | Rick Mears      | *       |
| 8 oktober    | Caesars Palace   | Mario Andretti  | *       |
| 23 oktober   | Laguna Seca      | Teo Fabi        | *       |
| 29 oktober   | Phoenix          | Teo Fabi        | *       |

## Slutställning
| Plats | Förare                | Team                                | Poäng |
| ----- | --------------------- | ----------------------------------- | ----- |
| 1     | Al Unser              | Penske Racing                       | 151   |
| 2     | Teo Fabi              | Forsythe Racing                     | 146   |
| 3     | Mario Andretti        | Newman/Haas Racing                  | 133   |
| 4     | Tom Sneva             | Bignotti-Cotter Racing              | 96    |
| 5     | Bobby Rahal           | Truesports                          | 94    |
| 6     | Rick Mears            | Penske Racing                       | 92    |
| 7     | Al Unser Jr.          | Galles Racing                       | 89    |
| 8     | John Paul Jr.         | Team VDS                            | 84    |
| 9     | Chip Ganassi          | Patrick Racing                      | 56    |
| 10    | Pancho Carter         | Alex Morales Racing                 | 53    |
| 11    | Pete Halsmer          | Arciero Racing                      | 48    |
| 12    | Roger Mears           | Machinists Union Racing             | 43    |
| 13    | Howdy Holmes          | Doug Shierson Racing                | 39    |
| 14    | Mike Mosley           | Kraco Racing                        | 36    |
| 15    | Kevin Cogan           | Bignotti-Cotter Racing              | 26    |
| 16    | Gordon Johncock       | Patrick Racing                      | 20    |
| 17    | Chris Kneifel         | Primus Racing                       | 19    |
| 18    | Tony Bettenhausen Jr. | Provimi Racing                      | 19    |
| 19    | Steve Chassey         | Gohr Racing                         | 17    |
| 20    | Danny Ongais          | Interscope Racing Patrick Racing    | 14    |
| 21    | Geoff Brabham         | Team VDS Wysard Racing Kraco Racing | 13    |
| 22    | Josele Garza          | Machinists Union Racing             | 9     |